# Formil peptidni receptor 2
N-formil peptidni receptor 2 je protein koji je kod ljudi kodiran FPR2 genom.

## Literatura
1. ↑  Maddox JF, Hachicha M, Takano T, Petasis NA, Fokin VV, Serhan CN (1997). „Lipoxin A4 stable analogs are potent mimetics that stimulate human monocytes and THP-1 cells via a G-protein-linked lipoxin A4 receptor”. J Biol Chem. 272 (11): 6972—8. PMID 9054386.
2. ↑  „Entrez Gene: FPRL1 Formyl peptide receptor-like 1”.

## Spoljašnje veze
- „Formylpeptide Receptors: FPRL1”. IUPHAR Database of Receptors and Ion Channels. International Union of Basic and Clinical Pharmacology. Архивирано из оригинала 18. 05. 2015. г.

## Dodatna literatura
- Murphy PM; Ozçelik T; Kenney RT;  . (1992). „A structural homologue of the N-formyl peptide receptor. Characterization and chromosome mapping of a peptide chemoattractant receptor family.”. J. Biol. Chem. 267 (11): 7637—43. PMID 1373134.
- Ye RD; Cavanagh SL; Quehenberger O;  . (1992). „Isolation of a cDNA that encodes a novel granulocyte N-formyl peptide receptor.”. Biochem. Biophys. Res. Commun. 184 (2): 582—9. PMID 1374236. doi:10.1016/0006-291X(92)90629-Y.
- Perez HD; Holmes R; Kelly E;  . (1992). „Cloning of a cDNA encoding a receptor related to the formyl peptide receptor of human neutrophils.”. Gene. 118 (2): 303—4. PMID 1511907. doi:10.1016/0378-1119(92)90208-7.
- Bao L; Gerard NP; Eddy RL;  . (1992). „Mapping of genes for the human C5a receptor (C5AR), human FMLP receptor (FPR), and two FMLP receptor homologue orphan receptors (FPRH1, FPRH2) to chromosome 19.”. Genomics. 13 (2): 437—40. PMID 1612600. doi:10.1016/0888-7543(92)90265-T.
- Nomura H, Nielsen BW, Matsushima K (1994). „Molecular cloning of cDNAs encoding a LD78 receptor and putative leukocyte chemotactic peptide receptors.”. Int. Immunol. 5 (10): 1239—49. PMID 7505609. doi:10.1093/intimm/5.10.1239.
- Durstin M; Gao JL; Tiffany HL;  . (1994). „Differential expression of members of the N-formylpeptide receptor gene cluster in human phagocytes.”. Biochem. Biophys. Res. Commun. 201 (1): 174—9. PMID 8198572. doi:10.1006/bbrc.1994.1685.
- Takano T; Fiore S; Maddox JF;  . (1997). „Aspirin-triggered 15-epi-lipoxin A4 (LXA4) and LXA4 stable analogues are potent inhibitors of acute inflammation: evidence for anti-inflammatory receptors.”. J. Exp. Med. 185 (9): 1693—704. PMID 9151906. doi:10.1084/jem.185.9.1693.
- Gronert K, Gewirtz A, Madara JL, Serhan CN (1998). „Identification of a human enterocyte lipoxin A4 receptor that is regulated by interleukin (IL)-13 and interferon gamma and inhibits tumor necrosis factor alpha-induced IL-8 release.”. J. Exp. Med. 187 (8): 1285—94. PMID 9547339. doi:10.1084/jem.187.8.1285.
- Deng X; Ueda H; Su SB;  . (1999). „A synthetic peptide derived from human immunodeficiency virus type 1 gp120 downregulates the expression and function of chemokine receptors CCR5 and CXCR4 in monocytes by activating the 7-transmembrane G-protein-coupled receptor FPRL1/LXA4R.”. Blood. 94 (4): 1165—73. PMID 10438703.
- Chiang N, Fierro IM, Gronert K, Serhan CN (2000). „Activation of lipoxin A(4) receptors by aspirin-triggered lipoxins and select peptides evokes ligand-specific responses in inflammation.”. J. Exp. Med. 191 (7): 1197—208. PMID 10748237. doi:10.1084/jem.191.7.1197.
- Shen W; Proost P; Li B;  . (2000). „Activation of the chemotactic peptide receptor FPRL1 in monocytes phosphorylates the chemokine receptor CCR5 and attenuates cell responses to selected chemokines.”. Biochem. Biophys. Res. Commun. 272 (1): 276—83. PMID 10872839. doi:10.1006/bbrc.2000.2770.
- Le Y; Jiang S; Hu J;  . (2000). „N36, a synthetic N-terminal heptad repeat domain of the HIV-1 envelope protein gp41, is an activator of human phagocytes.”. Clin. Immunol. 96 (3): 236—42. PMID 10964542. doi:10.1006/clim.2000.4896.
- De Yang; Chen Q; Schmidt AP;  . (2000). „LL-37, the neutrophil granule- and epithelial cell-derived cathelicidin, utilizes formyl peptide receptor-like 1 (FPRL1) as a receptor to chemoattract human peripheral blood neutrophils, monocytes, and T cells.”. J. Exp. Med. 192 (7): 1069—74. PMID 11015447. doi:10.1084/jem.192.7.1069.
- Kang Y; Taddeo B; Varai G;  . (2000). „Mutations of serine 236-237 and tyrosine 302 residues in the human lipoxin A4 receptor intracellular domains result in sustained signaling.”. Biochemistry. 39 (44): 13551—7. PMID 11063592. doi:10.1021/bi001196i.
- Svensson L, Dahlgren C, Wennerås C (2002). „The chemoattractant Trp-Lys-Tyr-Met-Val-D-Met activates eosinophils through the formyl peptide receptor and one of its homologues, formyl peptide receptor-like 1.”. J. Leukoc. Biol. 72 (4): 810—8. PMID 12377951.
- He R, Sang H, Ye RD (2003). „Serum amyloid A induces IL-8 secretion through a G protein-coupled receptor, FPRL1/LXA4R.”. Blood. 101 (4): 1572—81. PMID 12393391. doi:10.1182/blood-2002-05-1431.
- Christophe T; Karlsson A; Rabiet MJ;  . (2002). „Phagocyte activation by Trp-Lys-Tyr-Met-Val-Met, acting through FPRL1/LXA4R, is not affected by lipoxin A4.”. Scand. J. Immunol. 56 (5): 470—6. PMID 12410796. doi:10.1046/j.1365-3083.2002.01149.x.
- Kucharzik T; Gewirtz AT; Merlin D;  . (2003). „Lateral membrane LXA4 receptors mediate LXA4's anti-inflammatory actions on intestinal epithelium.”. Am. J. Physiol., Cell Physiol. 284 (4): C888—96. PMID 12456400. doi:10.1152/ajpcell.00507.2001.
- Strausberg RL; Feingold EA; Grouse LH;  . (2003). „Generation and initial analysis of more than 15,000 full-length human and mouse cDNA sequences.”. Proc. Natl. Acad. Sci. U.S.A. 99 (26): 16899—903. PMID 12477932. doi:10.1073/pnas.242603899.